# جامعه اوج

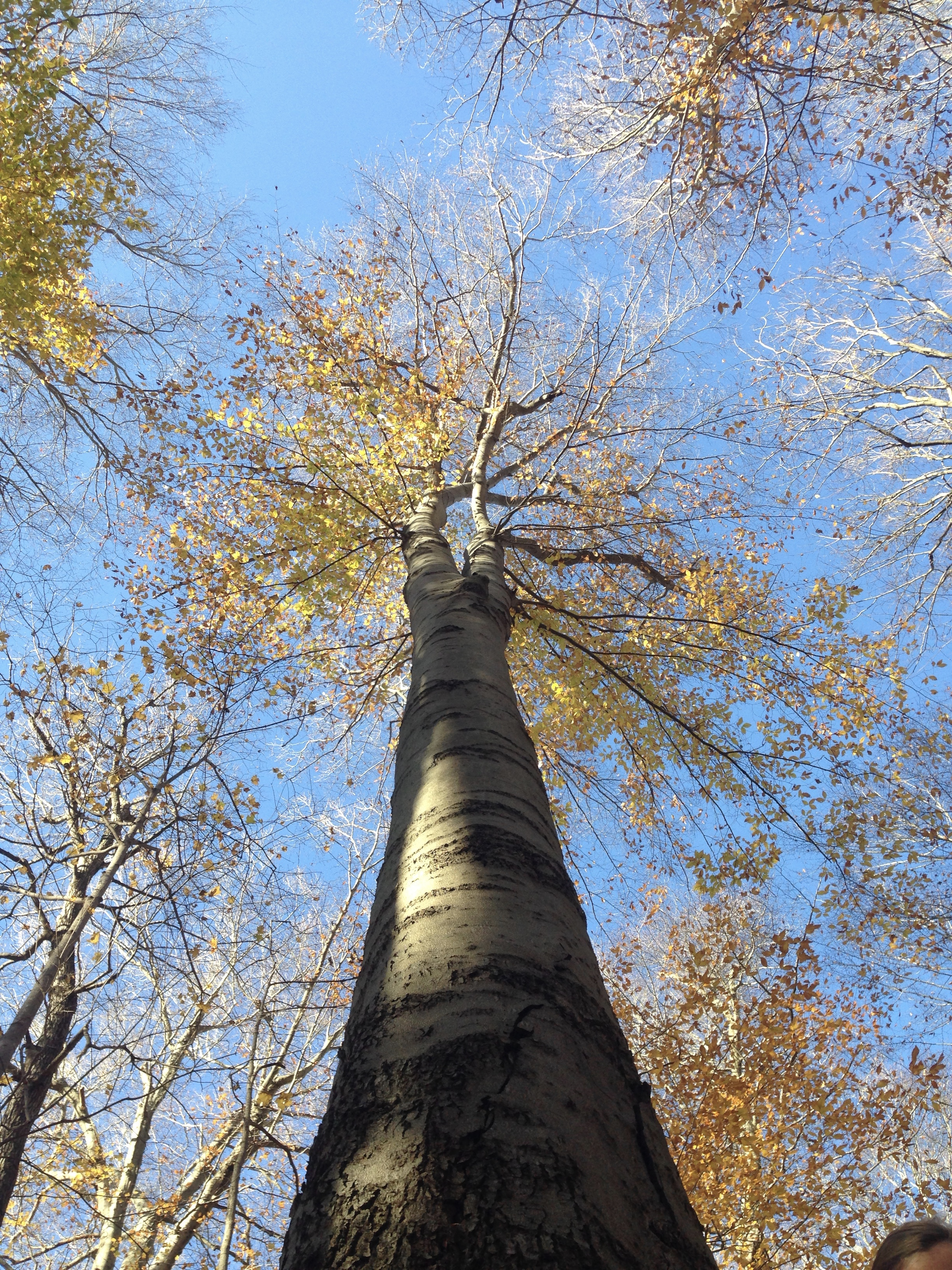
وارن وودز در میشیگان، ایالات متحده، نمونه‌ای از جنگل‌های اوج راش-افرا است. راش (مرکز) و افرا شکری (پایین سمت چپ) به دلیل ارتفاع بلند و بردباری سایه، بر جنگل چیره هستند.

در بوم‌شناسی علمی، جامعه اوج (به انگلیسی: Climax community) یا جامعه اوج اقلیمی (به انگلیسی: Climatic climax community)، اصطلاحی تاریخی برای جامعه‌ای از گیاهان، جانوران و قارچ‌ها است که از طریق فرایند توالی بوم‌شناختی در رشد پوشش گیاهی یک منطقه در طول زمان، به حالت ایستا رسیده‌اند. تصور می‌شد که این تعادل به این دلیل رخ می‌دهد که جامعه اوج از گونه‌هایی تشکیل شده‌است که به بهترین وجه با شرایط متوسط در آن منطقه سازگار شده‌اند. این اصطلاح گاهی در رشد خاک نیز به کار می‌رود. با این وجود، مشخص شده‌است که «وضعیت پایدار» بیشتر آشکار است تا واقعی، به ویژه در بازه‌های زمانی طولانی. با این وجود، این یک مفهوم سودمند باقی می‌ماند.